# Tipula (Savtshenkia) aspromontensis
Tipula (Savtshenkia) aspromontensis is een tweevleugelige uit de familie langpootmuggen (Tipulidae). De soort komt voor in het Palearctisch gebied.